# Rebel Heart Tour (álbum)
Rebel Heart Tour es el quinto álbum en vivo de la cantante estadounidense Madonna, publicado mundialmente el 15 de septiembre de 2017 por Eagle Vision, en DVD, Blu-ray y descarga digital, y por Eagle Records para las versiones en audio. Madonna se embarcó en la gira del mismo nombre para promocionar su decimotercer álbum de estudio, Rebel Heart, la cual inició en septiembre de 2015 y recorrió América del Norte, Europa, Asia y Oceanía. Los dos últimos conciertos, realizados el 19 y 20 de marzo de 2016 en el Allphones Arena de la ciudad de Sídney, en Australia, se filmaron y documentaron para su posterior lanzamiento.
La dirección del vídeo estuvo a cargo de Danny B. Tull y Nathan Rissman, quienes ya habían trabajado anteriormente con la artista. Antes de su publicación, un especial televisivo del concierto se estrenó el 9 de diciembre de 2016 en el canal estadounidense Showtime. Rebel Heart Tour contiene como material adicional imágenes tras bambalinas de la gira, la interpretación de «Like a Prayer» (1989) y un extracto del concierto Tears of a Clown, grabado en marzo de 2016 en el Forum Theatre de Melbourne como celebración por el regreso de Madonna a Australia después de 23 años. Sumado a ello, en algunas ediciones en DVD y Blu-ray también venía acompañado un CD exclusivo de 14 pistas.
En términos generales, el álbum obtuvo reseñas variadas de los críticos y periodistas musicales; las opiniones se centraron en la voz de Madonna, la edición, el repertorio y la calidad del vídeo y del sonido. Desde el punto de vista comercial, ingresó tanto a las listas de DVD como a las de álbumes. En el primer caso, llegó a lo más alto en la mayoría de los países, mientras que en el segundo ocupó los diez primeros puestos en Alemania, Argentina, Bélgica, España, Hungría, Italia, México —donde alcanzó la primera posición— y Portugal. En la 32.ª edición de los premios Japan Gold Disc, Rebel Heart Tour ganó en la categoría de mejor vídeo musical de artistas extranjeros.

## Antecedentes y gira

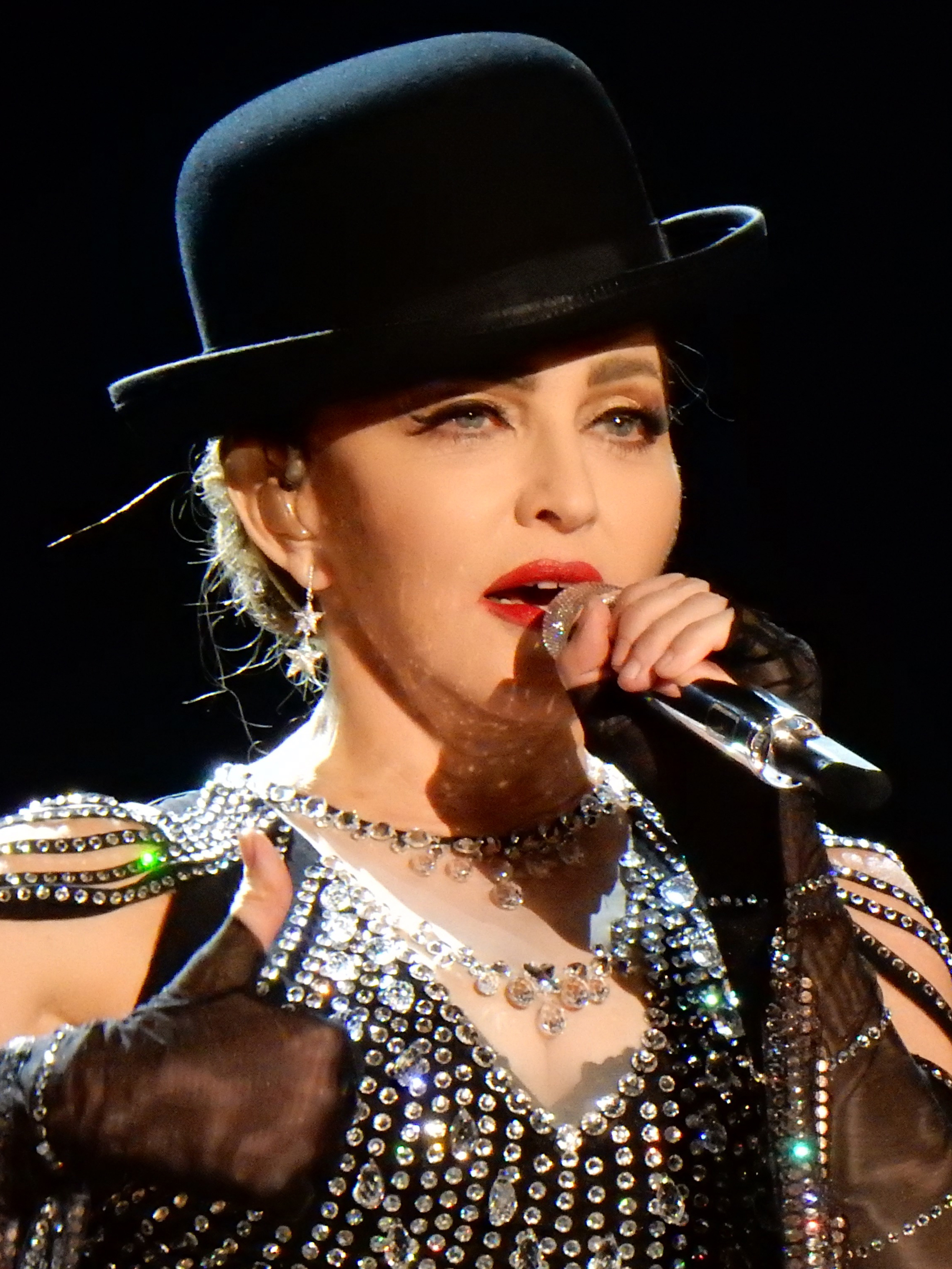
Madonna durante uno de los conciertos del Rebel Heart Tour en Sídney, ciudad donde se filmó el álbum Rebel Heart Tour.

El 10 de marzo de 2015, la compañía Interscope Records publicó mundialmente Rebel Heart, el decimotercer álbum de estudio de Madonna. La cantante trabajó con una variedad de músicos y productores para el disco, tales como Diplo, Avicii y Kanye West, entre muchos otros, como así también colaboró con el boxeador Mike Tyson y con los raperos Chance The Rapper, Nas y Nicki Minaj. De géneros pop y dance, Rebel Heart representa los lados románticos y rebeldes de Madonna, y las letras de las canciones exploran temas como el amor, el empoderamiento y la carrera de la artista. En general, recibió opiniones favorables de la crítica, que lo consideró el mejor trabajo de Madonna en más de una década; en el sitio web Metacritic, obtuvo 68 puntos de aprobación basado en 29 reseñas profesionales. Desde el punto de vista comercial, ocupó la segunda posición en Estados Unidos y el Reino Unido y llegó a la cima en otros mercados musicales. Los temas «Living for Love», «Ghosttown» y «Bitch I'm Madonna» fueron publicados como sencillos, y todos ellos alcanzaron el primer puesto en Dance Club Songs. Con ello, extendió su récord de la mayor cantidad de números uno en esa lista, con un total de 46, y se convirtió en la artista con más sencillos en el primer puesto en una lista de Billboard.
Como parte de la promoción del disco, Madonna se embarcó en el Rebel Heart Tour, su décima gira musical, que inició en septiembre de 2015 en la ciudad de Montreal (Canadá) y recorrió América del Norte, Europa, Asia y Oceanía. Fue su primera visita a Australia en más de 20 años, luego de que se presentara por última vez en 1993, como parte del Girlie Show Tour, y además actuó por primera vez en otros países como Nueva Zelanda y Filipinas. El espectáculo contó con la apreciación crítica, que elogió a la artista por tener un «humor feliz» en los conciertos, así como la incorporación de sus primeros éxitos. La gira continuó hasta marzo de 2016 con 82 fechas y 55 ciudades recorridas, y recaudó en total 169,8 millones USD con 1 045 479 entradas vendidas. De esta manera, extendió su récord como el solista más taquillero en giras, basado en los datos de Billboard Boxscore, con 1310 millones USD en ingresos desde el Blond Ambition World Tour de 1990. Los conciertos del 19 y 20 de marzo de 2016, realizados en el Allphones Arena de la ciudad de Sídney, en Australia, fueron filmados y documentados para su posterior lanzamiento.

## Desarrollo y publicación

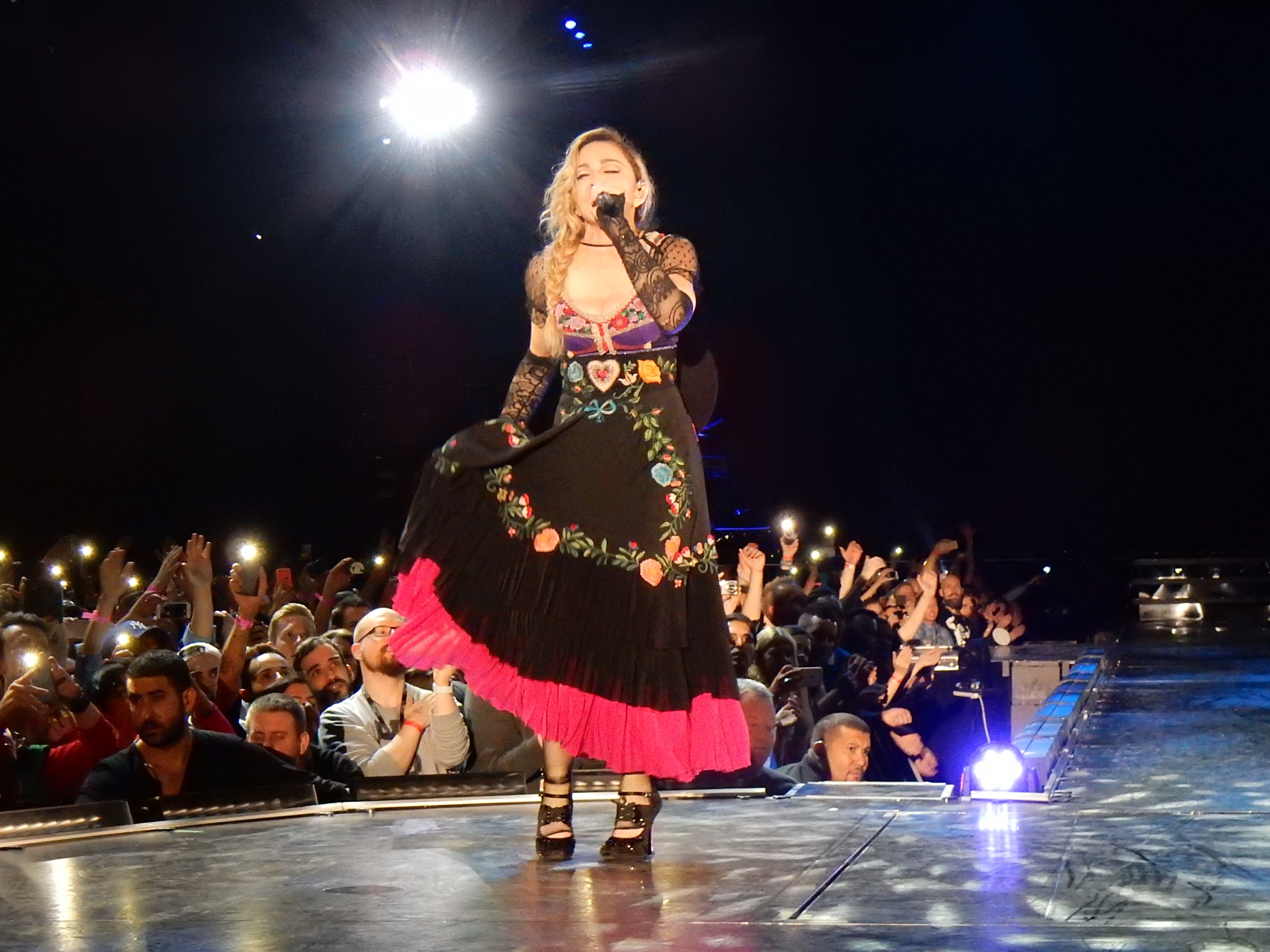
La interpretación de «Like a Prayer» en la gira se incluyó como pista adicional en las ediciones de Rebel Heart Tour.

En septiembre de 2016, la cantante anunció en su cuenta de Instagram que había terminado de ver un «montaje aproximado» del vídeo de la gira y que se estrenaría en los siguientes dos meses. Tiempo después, Entertainment Weekly confirmó que un especial televisivo se estrenaría el 9 de diciembre en el canal estadounidense Showtime. Titulado Madonna: Rebel Heart Tour, el documental incluyó escenas tras bambalinas de los conciertos en Australia, mismas que habían sido publicadas días antes de forma exclusiva en la página de Billboard. Danny B. Tull y Nathan Rissman, quienes ya habían trabajado en los anteriores conciertos de la artista, dirigieron Rebel Heart Tour. En una entrevista concedida a la BBC en septiembre de 2017, la cantante recordó el proceso de filmación:
Estuve allí en cada etapa del camino, todos los días durante meses y meses. Es realmente difícil captar la verdadera sensación de la emoción, la pasión, el calor, la sangre, el sudor y las lágrimas. Estoy satisfecha con la forma que salió. [...] Cuando miro hacia atrás en el DVD casi me dan ganas de llorar porque todos parecen estar tan enamorados.
El 16 de agosto de 2017, cumpleaños de Madonna, Rebel Heart Tour estuvo disponible para su pedido anticipado en todas las tiendas físicas y plataformas digitales. Junto con el pedido, se podía descargar la versión en vivo de «Material Girl» (1985), cuyo vídeo se estrenó dos días después en YouTube. Bajo la distribución de Eagle Rock Entertainment, el álbum fue publicado mundialmente el 15 de septiembre por Eagle Records, en un CD doble de 22 canciones y en formato digital, y por Eagle Vision en DVD, Blu-ray y descarga digital; estas últimas versiones contienen como material adicional imágenes tras bambalinas de la gira, la interpretación de «Like a Prayer» (1989) y un extracto del concierto Tears of a Clown, grabado en marzo de 2016 en el Forum Theatre de Melbourne como celebración por el regreso de Madonna a Australia después de 23 años. Sumado a ello, en algunas ediciones en DVD y Blu-ray también venía acompañado un CD exclusivo de 14 pistas. El fotógrafo de modas Joshua Brandão diseñó la portada de los discos. La edición japonesa del DVD y Blu-ray incluyó como pista adicional la presentación de «Take a Bow» (1994).
El British Board of Film Classification (BBFC) registró la duración total de la versión en vídeo en 138 minutos y dieciséis segundos, con casi dos horas para el concierto completo y el resto para Tears of a Clown y «Like a Prayer». La versión Blu-ray aparece en una resolución de 1080i y en una relación de aspecto de 1.78:1, con subtítulos en inglés, francés, alemán, italiano, portugués, español, neerlandés y sueco. Las imágenes ofrecen efectos psicodélicos con superposiciones, contrastes y elementos en blanco y negro. Además, estuvieron disponibles dos formatos de audio, DTS-HD Master Audio 5.1 y LPCM Stereo 2.0.

## Recepción crítica
En términos generales, Rebel Heart Tour obtuvo reseñas variadas de los críticos y periodistas musicales; las opiniones se centraron en la voz de Madonna, la edición, el repertorio y la calidad del vídeo y del sonido. En comentarios positivos, Simon Button de la revista Attitude llamó al álbum una «obra de genialidad teatral», mientras que Daryl Deino de Inquisitr, quien lo consideró su «mejor álbum en vivo» a la fecha, mencionó que «te hará querer ir a un concierto de Madonna, y eso es exactamente lo que se supone que debe hacer un álbum en vivo». Jeffrey Kauffman, del sitio Blu-ray.com, le otorgó cuatro estrellas de cinco y comentó que Madonna sabe «aportar imágenes asombrosas para el lanzamiento de un concierto en Blu-ray [y sabe] acompañar a una variedad interesante, aunque aleatoria, de melodías de su ya extensa carrera». Elogió además la producción y la calidad del audio y del vídeo, y concluyó: «Las imágenes aquí son constantemente desmesuradas y, a menudo, bastante impresionantes. [...] Seguramente no hace falta decir que Madonna es una especie de fuerza natural y debe ser considerada bajo sus propios términos». Markos Papadatos, del Digital Journal, calificó al álbum con una «A» y mencionó que el lanzamiento es indispensable para cualquier fanático de Madonna, que ha demostrado que «el trono del pop aún le pertenece, más de 30 años después en su exitosa carrera».
Las interpretaciones de las canciones y el repertorio fueron bien recibidos. Por ejemplo, Chaz Lipp, editor del sitio The Morton Report, recalcó los arreglos nuevos en temas como «True Blue», «Vogue» y «Like a Virgin» y cómo las canciones más recientes «se representan dinámicamente que la energía y la invención jamás disminuyen». Simon Button de Attitude destacó las presentaciones de «Holy Water», «Vogue», «Living for Love» y «Holiday», entre otras, y elogió el trabajo de los bailarines, la presencia de Madonna en el escenario y la inclusión de éxitos anteriores. Papadatos resaltó «Like a Prayer», «Music», «Material Girl» y «Holiday», y Pip Ellwood-Hughes de Entertainment Focus las de «Rebel Heart», «HeartBreakCity» y «La isla bonita». Sebas E. Alonso de Jenesaispop, quien le asignó al álbum 5,5 puntos sobre 10, apreció la aparición de «Deeper and Deeper» en el repertorio y distinguió a «True Blue», «La vie en rose», «Rebel Heart» y «La isla bonita» como lo mejor del disco, aunque notó la ausencia de baladas como «Wash All Over Me» y «Joan of Arc», ambas incluidas en Rebel Heart.
La voz de Madonna obtuvo comentarios variados, aunque en su mayoría fueron de carácter positivo. Por ejemplo, Jeffrey Kauffman señaló que sonaba «plena, con mejor fluidez y una calidad nasal menos que en algunos de sus primeros trabajos». Daryl Deino de Inquisitr quedó impresionado con la voz en vivo de la artista sin tanto Auto-Tune o distorsiones en temas como «True Blue», «HeartBreakCity» y «Rebel Heart», y nombró la versión de «La vie en rose» como su «mejor interpretación vocal hasta ahora [...] al inicio de su carrera, nadie hubiese imaginado que habría podido hacer una versión de esta canción. Ahora, suena natural». Si bien observó que por momentos se la podía escuchar «tensa, agotada o fuera de tono», especialmente durante las secuencias de baile, «también puedes escucharla ser pura, emocional y muy competente técnicamente». Roger Wink de Vintage Vinyl News también alabó la interpretación de «La vie en rose» y aseguró que puede ser una buena cantante e intérprete cuando «prescinde de los ritmos y del comportamiento de payaso».  En su reseña al especial televisivo Madonna: Rebel Heart Tour, Benjamin H. Smith de Decider.com reconoció que lo que le falta como vocalista, «siempre lo ha compensado con su habilidad para crear su personaje, como David Bowie, alterándolo para mantenerse al día con las últimas tendencias, pero siempre manteniendo su identidad singular». Por el contrario, Pip Ellwood-Hughes de Entertainment Focus opinó que debido a la mezcla de sonido —que le pareció la «parte más decepcionante del lanzamiento»—, la mitad del tiempo parecía que Madonna no estaba cantando, sumado a que no podías escucharla con «tantos efectos en su voz». De manera similar, Sebas E. Alonso de Jenesaispop cuestionó su voz editada con Auto-Tune y el uso de playback en varias de las canciones y afirmó que dejaba un resultado «en ocasiones muy difícil de oír».
La crítica también desestimó otros aspectos del álbum. En el caso de Simon Button, de Attitude, reprobó la inclusión del concierto Tears of a Clown y comentó que era «tanto un accidente como las dos horas del Rebel Heart Tour son un triunfo». Roger Wink de Vintage Vinyl News criticó los primeros veintisiete minutos de «ritmos monótonos» y admitió que no es hasta «True Blue» que el concierto comienza a tomar forma. De igual manera, calificó la interpretación de «Unapologetic Bitch» como el «peor corte de todo el álbum», que incluye «un largo interludio de siete minutos de duración con chistes sobre bananas», y concluyó: «Con suerte, la nueva promesa de Madonna de hacer conciertos más íntimos le permitirá mostrar su talento para el canto y prescindir del espectáculo y de la conducta inmadura». La edición del vídeo también atrajo comentarios negativos. Daryl Deino comentó que fue editado de manera «tan pobre, ostentosa y rápida que algunos fanáticos llamaron a la gira el Epilepsy Tour». Colin Jacobson de DVD Movie Guide desaprobó las escenas rápidas y los trucos visuales, debido a que «le roba cualquier sentido de verosimilitud» y en su lugar acaba «como una colección hiperactiva de tomas cortas con poca coherencia». Agregó: «Si esperabas que este Blu-ray brindara una buena representación [de la gira], te decepcionarás. [...] Decepciona porque no logra recuperar eficazmente la experiencia en vivo. El Blu-ray ofrece imágenes y audio erráticos pero en general buenos, [pero] esta es una reproducción defectuosa de un concierto casi atractivo». En la misma vena, Sebas E. Alonso sostuvo que pese a que Madonna se encontraba en «plena forma» y era un concierto «estupendo», el vídeo fue «estropeado con un montaje y una edición terribles»: «Un show que en vivo era dinámico, divertidísimo en algunos de sus puntos y emocionante en otros se convierte en un show imposible de ver debido a una sobredosis histórica de repeticiones, subrayados y ralentizados gratuitos que, en lugar de destacar los momentos álgidos del show [...] los entorpecen». Ellwood-Hughes tampoco quedó conforme con la edición y con algunas de las decisiones de la dirección. Señaló que los momentos de cámara lenta eran «innecesarios» y desentonaban con la interpretación del audio, por lo que parecía que Madonna no estaba cantando. Añadió que la estilización distraía y no agregaba nada al espectáculo, y terminó: «Madonna es una artista increíble y no necesita el nivel de edición sofisticada que se ha aplicado aquí. Una actuación convencional de una de las fechas de la gira habría sido mejor. Rebel Heart Tour sigue siendo muy entretenido de ver, pero a veces menos es más».

## Recepción comercial
En las listas de álbumes, Rebel Heart Tour llegó a lo más alto en México y, para fin de año, fue el 69.º disco más exitoso en ese país. También ocupó los diez primeros en Alemania, Argentina, Bélgica (Flandes y Valonia), España, Hungría, Italia y Portugal. En Estados Unidos no logró posicionarse en el conteo Billboard 200, pero alcanzó los puestos veinte y cuarenta y cinco en Digital Albums y Top Album Sales, respectivamente. En el Reino Unido, la versión en CD vendió 1993 copias en su primera semana, y debutó en el número 42 en el ranking UK Albums Chart. En el resto de los mercados musicales, el álbum ocupó las posiciones doce en Grecia y Polonia, catorce en Países Bajos, veinte en Australia, treinta en Escocia y Suiza y treinta y tres en Francia.
Rebel Heart Tour obtuvo mayor éxito en las listas de DVD, pues alcanzó el primer lugar en casi todos los países a los que ingresó. Por ejemplo, en Francia vendió 5044 copias en su primera semana, en comparación con las 1921 de la edición en CD, por lo que ingresó en la primera posición. La Syndicat National de l'Édition Phonographique (SNEP) certificó al vídeo con un disco de platino en representación a 15 000 unidades vendidas. En Alemania y Estados Unidos, Das Konzert aus dem Kesselhaus de Helene Fischer y Precious Memories: Live At the Ryman (2009) de Alan Jackson impidieron que el álbum ocupara el primer puesto de las listas Top 10 DVD Musik y Top Music Videos, respectivamente. En el ranking elaborado por Oricon, en Japón, la edición Blu-ray alcanzó el puesto cinco, mientras que el DVD el ocho. En la 32.ª edición de los premios Japan Gold Disc, organizados por la Recording Industry Association of Japan (RIAJ), Rebel Heart Tour ganó en la categoría de mejor vídeo musical de artistas extranjeros.

## Lista de canciones
| Rebel Heart Tour — CD doble (disco 1) |                          | |          |  |
| N.º                                   | Título                   | Escritor(es) | Duración |  |
| 1.                                    | «Rebel Heart Tour Intro» | | 3:57     |  |
| 2.                                    | «Iconic»                 | Madonna Ciccone Toby Gad Maureen McDonald Larry Griffin Jr. Chancelor Bennett Dacoury Natche Michael Tucker            | 4:39     |  |
| 3.                                    | «Bitch I'm Madonna»      | Ciccone Thomas Pentz Ariel Rechtshaid McDonald Gad Onika Maraj Samuel Long                                             | 3:39     |  |
| 4.                                    | «Burning Up»             | Ciccone | 4:28     |  |
| 5.                                    | «Holy Water» / «Vogue»   | Ciccone Martin Kierszenbaum Natalia Keery-Fisher Mike Dean Kanye West Ernest Brown Shep Pettibone                      | 6:05     |  |
| 6.                                    | «Devil Pray»             | Ciccone Tim Bergling Arash Pournouri Carl Falk Rami Yacoub Savan Kotecha Dacoury Natche Michael Tucker                 | 4:17     |  |
| 7.                                    | «Body Shop»              | Ciccone Gad McDonald Griffin Jr. Natche Tucker                                                                         | 4:07     |  |
| 8.                                    | «True Blue»              | Ciccone Stephen Bray                                                                                                   | 3:00     |  |
| 9.                                    | «Deeper and Deeper»      | Ciccone Pettibone Anthony Shimkin                                                                                      | 4:52     |  |
| 10.                                   | «HeartBreakCity»         | Ciccone Bergling Pournouri Tobias Jimson Michel Flygare Paloma Stoecker Salem Al Fakir Magnus Lidehall Vincent Pontare | 4:38     |  |
| 11.                                   | «Like a Virgin»          | Tom Kelly Billy Steinberg                                                                                              | 4:52     |  |
| 48:34                                 |                          | |          |  |

| Rebel Heart Tour – CD doble (disco 2) |                                    |                                                         |          |  |
| N.º                                   | Título                             | Escritor(es)                                            | Duración |  |
| 1.                                    | «Living for Love»                  | Ciccone Pentz McDonald Gad Rechtshaid                   | 5:11     |  |
| 2.                                    | «La isla bonita»                   | Ciccone Patrick Leonard Bruce Gaitsch                   | 5:03     |  |
| 3.                                    | «Dress You Up» / «Into the Groove» | Andrea LaRusso Peggy Stanziale Bray                     | 5:35     |  |
| 4.                                    | «Rebel Heart»                      | Ciccone Bergling Pournouri Fakir Lidehall Pontare       | 3:47     |  |
| 5.                                    | «Music»                            | Ciccone Mirwais Ahmadzaï                                | 3:36     |  |
| 6.                                    | «Candy Shop»                       | Ciccone Pharrell Williams                               | 2:54     |  |
| 7.                                    | «Material Girl»                    | Peter Brown Robert Rans                                 | 4:02     |  |
| 8.                                    | «La vie en rose»                   | Édith Piaf Louis Guglielmi                              | 3:17     |  |
| 9.                                    | «Unapologetic Bitch»               | Ciccone Pentz Shelco Garcia Bryan Orellana McDonald Gad | 7:06     |  |
| 10.                                   | «Holiday»                          | Curtis Hudson Lisa Stevens                              | 5:44     |  |
| 11.                                   | «Like a Prayer» (Pista adicional)  | Ciccone Leonard                                         | 4:12     |  |
| 50:27                                 |                                    |                                                         |          |  |

| Rebel Heart Tour – CD único |                          |                                                                           |          |  |
| N.º                         | Título                   | Escritor(es)                                                              | Duración |  |
| 1.                          | «Rebel Heart Tour Intro» |                                                                           | 3:57     |  |
| 2.                          | «Iconic»                 | Ciccone Gad McDonald Griffin Jr. Bennett Natche Tucker                    | 4:39     |  |
| 3.                          | «Bitch I'm Madonna»      | Ciccone Pentz Rechtshaid McDonald Gad Maraj Long                          | 3:39     |  |
| 4.                          | «Burning Up»             | Ciccone                                                                   | 4:28     |  |
| 5.                          | «Holy Water» / «Vogue»   | Ciccone Kierszenbaum Keery-Fisher Dean West Brown Pettibone               | 6:06     |  |
| 6.                          | «Devil Pray»             | Ciccone Bergling Pournouri Falk Yacoub Kotecha Natche Tucker              | 4:17     |  |
| 7.                          | «Deeper and Deeper»      | Ciccone Pettibone Shimkin                                                 | 4:52     |  |
| 8.                          | «HeartBreakCity»         | Ciccone Bergling Pournouri Jimson Flygare Stoecker Fakir Lidehall Pontare | 4:40     |  |
| 9.                          | «Living for Love»        | Ciccone Pentz McDonald Gad Rechtshaid                                     | 5:10     |  |
| 10.                         | «La isla bonita»         | Ciccone Leonard Gaitsch                                                   | 5:03     |  |
| 11.                         | «Rebel Heart»            | Ciccone Bergling Pournouri Fakir Lidehall Pontare                         | 3:47     |  |
| 12.                         | «Candy Shop»             | Ciccone Williams                                                          | 2:54     |  |
| 13.                         | «Unapologetic Bitch»     | Ciccone Pentz Shelco Garcia Bryan Orellana McDonald Gad                   | 7:06     |  |
| 14.                         | «Holiday»                | Hudson Stevens                                                            | 5:48     |  |

| Rebel Heart Tour – DVD / Blu-ray |                                    |                                                                              |          |  |
| N.º                              | Título                             | Escritor(es)                                                                 | Duración |  |
| 1.                               | «Rebel Heart Tour Intro»           |                                                                              | 3:57     |  |
| 2.                               | «Iconic»                           | Ciccone Toby Gad McDonald Griffin Jr. Bennett Natche Tucker                  | 4:39     |  |
| 3.                               | «Bitch I'm Madonna»                | Ciccone Pentz Rechtshaid McDonald Gad Maraj Long                             | 3:39     |  |
| 4.                               | «Burning Up»                       | Ciccone                                                                      | 4:28     |  |
| 5.                               | «Holy Water» / «Vogue»             | Ciccone Kierszenbaum Keery-Fisher Dean West Brown Pettibone                  | 6:05     |  |
| 6.                               | «Devil Pray»                       | Ciccone Bergling Pournouri Falk Yacoub Kotecha Natche Tucker                 | 4:17     |  |
| 7.                               | «Messiah» (vídeo interludio)       | Ciccone Bergling Pournouri Fakir Lidehall Pontare                            |          |  |
| 8.                               | «Body Shop»                        | Ciccone Gad McDonald Griffin Jr. Natche Tucker                               | 4:07     |  |
| 9.                               | «True Blue»                        | Ciccone Bray                                                                 | 3:00     |  |
| 10.                              | «Deeper and Deeper»                | Ciccone Pettibone Shimkin                                                    | 4:52     |  |
| 11.                              | «HeartBreakCity»                   | Ciccone Bergling Pournouri Jimson Flygare Stoecker Al Fakir Lidehall Pontare | 4:38     |  |
| 12.                              | «Like a Virgin»                    | Kelly Steinberg                                                              | 4:52     |  |
| 13.                              | «S.E.X.» (vídeo interludio)        | Ciccone Gad McDonald Griffin Jr. Dean West Brown                             |          |  |
| 14.                              | «Living for Love»                  | Ciccone Pentz McDonald Gad Rechtshaid                                        | 5:11     |  |
| 15.                              | «La isla bonita»                   | Ciccone Leonard Gaitsch                                                      | 5:03     |  |
| 16.                              | «Dress You Up» / «Into the Groove» | LaRusso Stanziale Bray                                                       | 5:35     |  |
| 17.                              | «Rebel Heart»                      | Ciccone Bergling Pournouri Fakir Lidehall Pontare                            | 3:47     |  |
| 18.                              | «Illuminati» (vídeo interludio)    | Ciccone McDonald Gad Griffin Jr. Dean West Brown Jacques Webster             |          |  |
| 19.                              | «Music»                            | Ciccone Ahmadzaï                                                             | 3:36     |  |
| 20.                              | «Candy Shop»                       | Ciccone Williams                                                             | 2:54     |  |
| 21.                              | «Material Girl»                    | Brown Rans                                                                   | 4:02     |  |
| 22.                              | «La vie en rose»                   | Piaf Guglielmi                                                               | 3:17     |  |
| 23.                              | «Unapologetic Bitch»               | Ciccone Pentz Garcia Orellana McDonald Gad                                   | 7:06     |  |
| 24.                              | «Holiday»                          | Hudson Stevens                                                               | 5:44     |  |
| 25.                              | «Un extracto de Tears of a Clown»  |                                                                              | 14:56    |  |

| Rebel Heart Tour – DVD / Blu-ray (pista adicional) |                 |                 |          |  |
| N.º                                                | Título          | Escritor(es)    | Duración |  |
| 26.                                                | «Like a Prayer» | Ciccone Leonard | 4:36     |  |

| Rebel Heart Tour – DVD / Blu-ray (pista adicional japonesa) |              |                         |          |  |
| N.º                                                         | Título       | Escritor(es)            | Duración |  |
| 27.                                                         | «Take a Bow» | Ciccone Kenneth Edmonds |          |  |

Notas adicionales
- «S.E.X.» contiene elementos de «Justify My Love», compuesta por Lenny Kravitz, Ingrid Chavez y Madonna e interpretada por Madonna.
- Las ediciones en DVD y Blu-ray también incluyen la presentación a capela de «Diamonds Are a Girl's Best Friend», compuesta por Jule Styne y Leo Robin e interpretada entre «La vie en rose» y «Unapologetic Bitch».
- Las ediciones en DVD y Blu-ray también incluyen en los créditos finales «If I Had a Hammer (The Hammer Song)», compuesta por Pete Seeger y Lee Hays.
- «Holiday» contiene elementos de «Take Me to the Mardi Gras», compuesta por Paul Simon e interpretada por Bob James.

## Posicionamiento en listas
| País (Lista 2017)                | Mejor posición |
| -------------------------------- | -------------- |
| Alemania (Offizielle Top 100)    | 8              |
| Argentina (CAPIF)                | 6              |
| Australia (ARIA)                 | 20             |
| Bélgica Flandes (Ultratop)       | 8              |
| Bélgica Valonia (Ultratop)       | 9              |
| Escocia (Scottish Albums Chart)  | 30             |
| España (PROMUSICAE)              | 4              |
| Estados Unidos (Digital Albums)  | 20             |
| Estados Unidos (Top Album Sales) | 45             |
| Francia (SNEP)                   | 33             |
| Grecia (IFPI)                    | 12             |
| Hungría (Mahasz)                 | 7              |
| Italia (FIMI)                    | 4              |
| México (AMPROFON)                | 1              |
| Países Bajos (Album Top 100)     | 14             |
| Polonia (ZPAV)                   | 12             |
| Portugal (AFP)                   | 3              |
| Reino Unido (UK Albums Chart)    | 42             |
| Suiza (Schweizer Hitparade)      | 30             |

| País (Lista 2017)                       | Posición |
| --------------------------------------- | -------- |
| Australia (ARIA Music DVD Chart)        | 16       |
| Bélgica Flandes (Ultratop Muziek-DVD)   | 8        |
| Bélgica Valonia (Ultratop DVD Musicaux) | 4        |
| México (AMPROFON)                       | 69       |
| Países Bajos (DVD Music Top 30)         | 12       |
| Suecia (Veckolista DVD Album)           | 11       |
| País (Lista 2018)                       | Posición |
| Bélgica Flandes (Ultratop Muziek-DVD)   | 30       |
| Bélgica Valonia (Ultratop DVD Musicaux) | 23       |
| Países Bajos (DVD Music Top 30)         | 31       |

| País (Lista 2017)                       | Mejor posición |
| --------------------------------------- | -------------- |
| Alemania (Top 10 DVD Musik)             | 2              |
| Australia (ARIA Music DVD Chart)        | 1              |
| Austria (Musik-DVD Top 10)              | 1              |
| Bélgica Flandes (Ultratop Muziek-DVD)   | 1              |
| Bélgica Valonia (Ultratop DVD Musicaux) | 1              |
| España (Top 20 DVD Musical)             | 1              |
| Estados Unidos (Top Music Videos)       | 2              |
| Francia (SNEP DVD Musicaux)             | 1              |
| Irlanda (Irish Music DVD)               | 1              |
| Japón (Oricon Blu-ray)                  | 5              |
| Japón (Oricon DVD)                      | 8              |
| Países Bajos (DVD Music Top 30)         | 1              |
| Reino Unido (UK Music Video)            | 1              |
| Suecia (Veckolista DVD Album)           | 1              |
| Suiza (Musik-DVD Top 10)                | 1              |

## Certificación
| País (organismo certificador) | Certificación | Unidades certificadas |
| ----------------------------- | ------------- | --------------------- |
| Francia (SNEP)                | Platino       | 15 000                |

## Historial de lanzamientos
| Región         | Fecha                    | Formato                                              | Distribuidor       | Ref.                 |
| -------------- | ------------------------ | ---------------------------------------------------- | ------------------ | -------------------- |
| Australia      | 15 de septiembre de 2017 | 2 CD DVD +CD DVD Blu-ray Blu-ray+CD Descarga digital | Eagle Eagle Vision | [ 55 ] [ 86 ]        |
| Brasil         | 15 de septiembre de 2017 | 2CD Descarga digital                                 | Universal Music    | [ 87 ]               |
| Estados Unidos | 15 de septiembre de 2017 | 2CD DVD+CD DVD Blu-ray Blu-ray+CD Descarga digital   | Eagle Eagle Vision | [ 65 ] [ 21 ] [ 29 ] |
| Europa         | 15 de septiembre de 2017 | 2CD DVD+CD DVD Blu-ray Blu-ray+CD Descarga digital   | Eagle Eagle Vision | [ nota 2 ] [ 88 ]    |
| Japón          | 15 de septiembre de 2017 | 2CD DVD Blu-ray Descarga digital                     | Universal Music    | [ 28 ]               |
| Brasil         | 29 de septiembre de 2017 | DVD                                                  | Universal Music    | [ 87 ]               |

## Créditos y personal
- ℗ y Ⓒ 2017 Semtex Films, licencia exclusiva para Eagle Rock Entertainment Ltd.
- Un lanzamiento de Eagle Records. Eagle Records es una división de Eagle Rock Entertainment Ltd, una compañía de Universal Music Group.

Principal
- Madonna: creación
- Arthur Fogel: productor ejecutivo
- Guy Oseary: productor ejecutivo
- Sara Zambreno: productora ejecutiva
- Geoff Kempin: productor ejecutivo de Eagle Rock Entertainment
- Terry Shand: productor ejecutivo de Eagle Rock Entertainment
- Jamie King: director de escena
- Danny Tull: director, editor principal
- Natthan Rissman: director
- Kevin Antunes: director musical
- Tiffany Olson: directora creativa asociada
- Megan Lawson: coreógrafa principal, asesora creativa
- Ric Lipson: diseño de escenario (Stufish Entertainment Architects)
- Incandescent Design Ltd: diseño de iluminación
- Al Gurdon: director de fotografía
- Kevin Mazur: fotografía
- Arianne Phillips: diseñadora de vestuario, estilista
- Alexander Hammer: editor principal
- Jonathan Lia: productor

Banda
- Madonna: guitarra, ukelele, voz
- Kevin Antunes: teclado
- Monte Pittman: guitarra, ukelele
- Brian Frasier Moore: batería
- Ric'key Pageot: teclado, acordeón
- Kiley Dean: coros
- Nicki Richards: coros
- Sean Spuehler: ingeniería (mezcla de voz)

Créditos adaptados de las notas de Rebel Heart Tour.